# Helen Thomas
Helen Thomas (Winchester, Kentucky; 4 de agosto de 1920-Washington D. C., 20 de julio de 2013) fue una periodista, escritora y corresponsal estadounidense.

## Biografía
Hija de Mary Rowady y George Thomas, inmigrantes libaneses, trabajó como reportera de agencias de noticias y como columnista para Hearst Corporation. Así mismo, fue miembro de la White House Press Corps. 
Trabajó durante cincuenta y siete años como corresponsal y, más tarde, como jefa del departamento de United Press International (UPI) en la Casa Blanca.
Thomas cubrió a todos los presidentes de Estados Unidos desde John F. Kennedy (una decena en total, además de vicepresidentes). Fue la primera mujer funcionaria del National Press Club, la primera mujer miembro y presidente de la Asociación de corresponsales de la Casa Blanca y, en 1975, la primera mujer miembro del Gridiron Club. 
En su faceta de escritora, escribió cuatro libros, el último titulado Watchdogs of Democracy?: The Waning Washington Press Corps and How It Has Failed the Public.
El 27 de mayo de 2010 realizó unas declaraciones acerca de Israel que fueron dadas a conocer en primera instancia por un rabino de Long Island, en las que reclamaba que los judíos abandonaran Palestina y regresaran a Alemania, Polonia o América. Dichas declaraciones la pusieron en el punto de mira no solo de grupos proisraelíes y conservadores, sino también de su propia agencia, asociaciones de prensa y de la Casa Blanca. Pese a haber pedido excusas en primera instancia por sus declaraciones, se vio forzada a abandonar su trabajo y a presentar su dimisión sin que hayan trascendido las razones últimas de su decisión; posteriormente se ratificó en dichas manifestaciones.
Thomas murió en su casa de la ciudad de Washington el 20 de julio de 2013, a la edad de 92 años.